# Медицинари у Великом рату
Медицинари у Великом рату били су несвршени студенти медицине, који су у жељи да помогну српској војсци и њеном санитету, који је кадровски и за мирнодопске услове, имао мањак лекара, прекинули студије и кренули у рат. Рат је Србију затекао са око 4.500.000 становника и грађанским и војним санитетом, који је укупно имао само 450 лекара, рачунајући ту старе и младе лекаре али и жене лекаре.  

## Предуслови
Када је за рат против Аустро-Угарске Царевине 1914. године Србија мобилисала, 532.000 грађана, међу којима је било 409 лекара, међу којима је било 17 жена. Како је са 450 лекара (од тога 25 хирурга), 190 апотекара и 60 ветеринара, санитетска служба требало да одговори на све изазове који су јој се наметали у условима вишегодишњег рата, помоћ 203 медицинара, који су добровољно прекинули студије медицине, била је драгоцена.

## Одазив медицинара на мобилизацију
Како Краљевина Србија до Великог рата није имала медицински факултет, сви будући лекари, све до оснивања Медицинског факултета у Београду (који је свечано је отворен 9. децембра 1920. године), школовани су  се у иностранству, у многим земљама Евроме и шире.
По објави мобилизације велика већина студената медицине Срба из Краљевине Србије, али и не мали број оних из дијаспоре, прекинула је своје даље школовање и ступила у редове српске војске. Током борберних дејстава 203 медицинара мобилисаних медицинара у рату је ...наставила да полаже своје прве практичне испите из медицине (уместо на факултету), у Ђаковици, Скадру, Љешу, у голготи током повлачења преко завејаних планинских превоја, искрцавања на Крф усред јонске зиме, острву смрти Видо и Крфу.

## Испит стручности, зрелости и патриотизма
У том егзодусу српског народа, школске 1914 — 1918, свесрдно помажући својим старијим колегама, да савладају незапамћену епидемију трауматизма и заразних болести (у којима је нпр од 11 медицинара, колико их је било 1914. и 1915. године у Војној болници Ниш, њих десеторица је оболело од тифуса), генерације младих регрута, медицинара, полагала је не само практилне испите из медицине већ и испит зрелости и патриотизма. Многи од њих су те испите успешно положили, али само током албанске голготе двдесеторици њих, а потом и нешто касније, је ускраћена могућност да изађу на испите и заврше вакултет, јер су остали заувек завејани у снагу, или у непознатим гробницама у туђој земљи.
Колики је значај медицинара био у попуни недостајућим санитетским  кадром говори и податак, да је обученост болничара за ратне услове била незадовољавајућа, а њихов број јако мали. Болничари су се налазили само у пуковским превијалиштима, дивизијским завојиштима и пољским болницама, па су у позадинским болницама радиле као болничарке добровољке и болничари трећег позива. Такође ако анализирамо податак да је 1914. српска војска мобилисала 409 лекара, и 203 медицинара, долазимо до закњучка да су они чинили 1/3 сручног медицинског кадра, што је свакако завидан број.

## Брига српске владе о судбини медицинара
Када се у српској влади 1917. покренуло питање, још већег ангажовања медицинара на новотвореном Солунском фронту, мешу министрима превладао је разум. Наиме увидело се да ће и војска у рату и држава у миру имати од тога велике штете, јер је у томе тренутку у војсци према бројном стању недостајало 29 лекара, а по завршетку рата у земљи би настала велика оскудица у лекарима, имајући у виду да је преко 120 лекара у току рата већ било погинуло или умрло.
Тада је влада одлучила да се медицинари не само оставе где су, и наставе студије, веж и да се омогући да се на студије упуте и сва старија годишта медицинара, за које се претпоставља да за краће време могу завршити студије, и после рата значајно помоћи Србији и стабилизацији здравствених прилика.